# Ferdinando Lori
Ferdinando Lori (Macerata, 29 settembre 1869 – Macerata, 17 settembre 1947) è stato un ingegnere italiano, professore ordinario di elettrotecnica.

## Biografia
Nato a Macerata, fu docente di elettrotecnica prima al Politecnico di Torino (1899-1901), poi all'Università di Padova, ateneo del quale fu anche rettore dal 1912 al 1919.
Nel 1904 fondò la rivista L'Elettrotecnica. Nella sua lunga carriera fu direttore della Società italiana carboni elettrici di Roma (1899-1900), fondatore e primo direttore dell'Istituto superiore di elettrotecnica di Padova, presidente della Società italiana per il progresso delle scienze (1916-1919), membro del Consiglio superiore delle acque (1917-1920) e del Consiglio superiore dell'istruzione (1923-1933); fu inoltre membro del Regio istituto lombardo di scienze e lettere, membro della Reale Accademia di Padova, principe dell'Accademia dei Catenati di Macerata, socio corrispondente dell'Accademia delle scienze di Torino e membro del Consiglio nazionale delle ricerche. 
Nel 1929 lasciò Padova per Milano, dove fu docente di elettrotecnica al Politecnico fino al 1939, anno del collocamento a riposo. Rientrato a Macerata a ridosso della guerra civile, venne nominato sindaco della città dal locale Comitato di liberazione nazionale, guidando la prima giunta comunale maceratese dopo la fine della dittatura fascista.